# Вашингтон, Рэймонд
Рэймонд Ли Вашингтон (14 августа 1953 года — 9 августа 1979 года) — американский гангстер, известный как основатель банды «Crips» в Лос-Анджелесе, Калифорния.
Вашингтон сформировал CRIPS в качестве второстепенной уличной банды в конце 1960-х годов в южной части Лос-Анджелес, став известным местным криминальным авторитетом. В 1971 году Вашингтон сформировал альянс со Стэнли «Туки» Уильямсом, основав Crips в качестве первой крупной афроамериканской уличной банды в Лос-Анджелес, и стал одним из её лидеров. В 1974 году Вашингтон был осужден за ограбление и получил пятилетний срок тюремного заключения, в течение которого его лидерство и влияние на «Crips» снизились. 9 августа 1979 года Вашингтон был убит в результате стрельбы из машины вскоре после его освобождения из тюрьмы.
Первоначально Рэймонд Вашингтон назвал свою банду Baby Avenues, находясь под впечатлением от движения «Чёрные пантеры». Позднее они стали называть себя Avenues Cribs (англ. crib — лачуга) или Cribs. Хотя изначально Crips были монолитным образованием с конкретной топонимической привязкой (несколько улиц в южном Лос-Анджелес), с увеличением количества новых Crips-группировок в смежных районах южного Лос-Анджелеса, в 70-х годах произошёл раскол, породивший множество враждующих между собой «Crips-банд».
По словам Стэнли, они с Вашингтоном хотели избавить Лос-Анджелес от мелких групп хулиганов и создать сильное объединение, которое бы могло эффективно противостоять полицейскому насилию, от которого страдал весь район. Благие намерения, однако, превратились в преступления. На счету банды было нападение на магазин, в ходе которого были убиты четыре человека. 
В настоящее время банда Crips считается одной из крупнейших в США. Её членам инкриминируются убийства, грабежи, торговля наркотиками и другие преступления. Больше всего Crips в Калифорнии, откуда она начала развиваться. Позже свои «синие» появились и на противоположном берегу США. В настоящее время даже вне США появляются группировки, копирующие культуру «Калек».

## Биография
Рэймонд Ли Вашингтон родился в Лос-Анджелесе, штат Калифорния, 14 августа 1953 года. Он был младшим из четырёх сыновей Вайолет Сэмюэл и Реджинальда Вашингтона. Его родители развелись, когда ему было два года, и его воспитывали его мать и отчим. Он вырос на 76-й Ист-стрит, между Уодсворт-авеню и Центральными проспектами в южной части Лос-Анджелеса. У Вашингтона был сводный брат Дерард С. Бартон от второго брака его матери.
По словам соседей из Вашингтона, он с детства увлекался кулачным боем и постоянно сталкивался с полицией Лос-Анджелеса за различные правонарушения. Мать Вашингтона цитирует: "Рэймонд был хорошим ребёнком, когда он был мальчиком. Рэймонд не старался изо всех сил бороться или делать что-то плохое, но если кто-то придет к нему, он защитит себя. И он был хорошо сложенный. Он пытался защитить сообщество и не пускать плохих парней. Но через некоторое время, каждый раз, когда я смотрел вверх, полиция приходила в дом в поисках Рэймонда. "
Некоторые соседи по-разному вспоминали Вашингтон: Лори Гриффин Мосс, который проживал через дорогу от Вашингтона на 76-й улице, сказал: "Мне не так много хорошего сказать о Рэймонде. Рэймонд был хулиганом. Мускулистый хулиган. Он не позволял никому из-за пределов нашего соседство беспокоит нас. Он будет беспокоить нас. Рэймонд может быть очень подлым ".
Друг заявил, что Вашингтон был хорошим футболистом, но никогда не участвовал в качестве члена школьной спортивной команды из-за его плохих оценок. Вашингтон неоднократно исключался из школ, что приводило к частым переводам: он посещал среднюю школу Локка, среднюю школу Джона К. Фремонта, альтернативную школу при Вашингтонской подготовительной средней школе и среднюю школу Фэйрфакс в районе Фэрфакс близ Западного Голливуда.

## Участие банды
В конце 1960-х годов в Лос-Анджелесе произошел резкий рост преступности среди молодежи, особенно в районе Уоттс и его окрестностях. Преступность была особенно распространена в трех жилищных проектах, расположенных в Уоттсе, известных как «Кирпичи»: Императорские суды, Сады Никерсон и Джордан-Даунс, где уличные преступники были распространены среди преступников-подростков. Старые афроамериканские уличные банды на юге Центральной Америки, такие как «Слаусоны», «Бизнесмены» и «Гладиаторы», были уничтожены активистскими группами, такими как партия «Черные пантеры» и Организация США. Отсутствие старых банд привело к тому, что на их месте начали образовываться многочисленные новые молодёжные банды, в том числе Парк Спортсменов, Нью-Хаус Бойз, Эйси Дьюси и Цепная банда в Вест-Сайде.
Вашингтон, уроженец Ист-Сайда в раннем подростковом возрасте во время восстания банд, присоединился к местной уличной банде под названием Авеню, которую возглавляет другой подросток по имени Крейг Мансон. В возрасте 15 лет Вашингтон избил младшего брата Мансона в кулачном бою, обнаружив, что Мансон приставил пистолет к своему старшему брату Реджи Вашингтону. После боя Вашингтон и один из его старших братьев, Рональд Джо, встретились с Мансоном на углу E 81-й улицы и бульвара Авалон. По словам бывших членов банды, которые знали Вашингтона в то время, впоследствии он был избит Крейгом Мансоном в отместку за избиение своего младшего брата, и Вашингтон покинул Авеню. В конце 1969 года в Вашингтоне была организована его собственная банда под названием «Детские проспекты», которая завербовала группу других молодых людей в окрестностях на юге Центральной части. The Baby Avenues хотели подражать банде старших юношей под названием The Avenue Boys, которая была активна с 1964 года на Central Avenue.

## Крипс
К 1969 году Baby Avenues переименовали себя в The Crips, основанный на прозвище Реджи Вашингтона, и размер банды быстро вырос. Кулачные бои были основным методом борьбы, использовавшимся в то время уличными бандами в Лос-Анджелесе, и Вашингтон приобрел репутацию одного из лучших кулачных бойцов в восточной части Южного Централа. Вашингтон использовал свое боевое мастерство, чтобы заслужить уважение и страх других членов банды в Ист-Сайде, зарекомендовав себя как естественный лидер Crips, и использовал свою репутацию, чтобы влиять на более мелкие афро-американские молодёжные банды, чтобы присоединиться. Это привело к созданию сети наборов (подгрупп) Крипов по всей Ист-Сайде, включая Крипс Садов Авалон, Крипс Истсайда, Крипс Инглвуда, находящиеся под полным контролем Вашингтона.

## Объединение южно-центральных банд
В 1971 году Вашингтон обратился к Стэнли «Туки» Уильямсу, аналогичному лидеру банд из Уэст-Сайда из Южного Централа, который использовал свою репутацию бойца-кулака для объединения банд под своим контролем в Вашингтонской подготовительной средней школе, где оба учились. Вашингтон слышал об Уильямсе через общего друга, который сообщил Вашингтону о жесткости Уильямса и его готовности сражаться с членами более крупных, более авторитетных уличных банд, таких как Л. А. Бримс и Цепная банда. Согласно отчету Уильямса о встрече, его поразило в Вашингтоне то, что, помимо того, что он был невероятно мускулистым, он и его когорта были одеты так же, как Уильямс и его клика, в кожаных куртках с накрахмаленными джинсами Левис и подтяжками . Вашингтон предложил Уильямсу сформировать конфедерацию банд под их влиянием в их соответствующих районах вместе с другим лидером подростковой банды по имени Мак Томас в Комптоне, чтобы сформировать одну большую уличную банду. Это предложение позволило бы бандам Уильямса принять брендинг Crip и вступить в союз с другими бандами Crip за пределами Вест-Сайда, но сохранит окончательное лидерство в Ист-Сайде. Уильямс принял предложение Вашингтона, объединив банды Вест-Сайда под своим влиянием как Крис Вест-Сайд. The Crips быстро зарекомендовали себя как крупнейшая уличная банда в Лос-Анджелесе, с ростом числа и территории, поскольку их влияние распространилось по чернокожим районам с низким доходом. Вашингтон, Уильямс и Томас фактически держали монополию на преступную деятельность в этих областях и стали доминирующими криминальными авторитетами. Уличные банды, которые сопротивлялись тому, чтобы быть поглощенными Крипс, вскоре создали свой союз, под названием Bloods, чтобы защитить свою независимость и свои интересы на криминальном рынке. Основание Кровавых вызвало мгновенное соперничество между новыми крупными бандами, которые увидели всплеск насильственных преступлений в Лос-Анджелесе, так как соседние наборы Крип и Крови начали использовать растущее насилие для борьбы за территорию и личную вражду. С ростом освещения в СМИ, которое поставило эти новые жестокие банды на первую полосу, вскоре многие недовольные темнокожие молодые люди бежали, чтобы присоединиться к Crips, со многими из них лидеры банд никогда не связывались. Одна история в то время гласила: [5]
Полиция сообщила, что одна из банд в этом районе, известная как «Крипс», начала свою деятельность в Вашингтонской средней школе как организация по вымогательству и терроризму и распространилась на другие школы, куда поступили члены банды после изгнания из Вашингтона.
Полиция также заявила, что эта банда распространяется «как осьминог» и в настоящее время имеет членов в южно-центральном Лос-Анджелесе, Инглвуде, Гардене, Комптоне, Линвуде, Ланкастере, Палмдейле, районе Файрстоуна (некорпоративном) и долине Сан-Фернандо.
Члены банды, чтобы идентифицировать себя, носят черные перчатки на левой руке и золотые серьги на левом ухе, которые пронзены, по данным полиции. Иногда они несут трости, которые они используют в качестве оружия.
Есть две истории, циркулирующие о происхождении слова Crips. Один из них заключается в том, что он является калекой, потому что некоторые из основателей были ранены и какое-то время носили трости. Другая причина заключается в том, что основатели когда-то носили прически в афро-стиле, и их родители заставляли их «парить».
В течение нескольких лет большая часть первоначального руководства Crip была либо заключена в тюрьму, либо мертва. 23 февраля 1973 года Кертис «Будда» Морроу, близкий друг Туки Уильямса и высокопоставленный член Crip, был застрелен в Южном Центральном округе после мелкого спора. Мак Томас был убит при загадочных обстоятельствах в середине 1970-х годов.

## Осуждение за ограбление
В 1974 году 21-летний Вашингтон был арестован за ограбление второй степени и приговорен к пяти годам лишения свободы в профессиональном училище в Дьюэле в Трейси, став первым крипом, заключенным там. Вашингтон был непопулярен среди тюремного населения, поскольку начал набирать молодых афроамериканских заключенных в Крипс, что вызвало неодобрение укоренившихся чернокожих тюремных групп, таких как Черные мусульмане и Чёрная партизанская семья. По словам бывшего заключенного, который содержался в Де уэле в Вашингтоне, черные мусульмане и семья черных партизан знали о распространении Крипс в Лос-Анджелесе и предупредили Вашингтона, что они не потерпят формирования Крипс в тюрьме. Вашингтон столкнулся с ещё одной проблемой во время отбывания наказания в Деуэле: поскольку Крипс убил членов конкурирующей банды на улицах Лос-Анджелеса, заключенные в Деуэле, которые были родственниками жертв, возложили на Вашингтона ответственность за их смерть. Грег «Бэтмен» Дэвис, друг Вашингтона и один из первых членов Crips, заявил: "Люди в тюрьмах теряют своих близких на улицах, и, поскольку Рэймонд был основателем Crips, они обвиняли его в этом. И поскольку Рэймонд был единственный Crip там наверху (в Deuel) в то время, они пытались убить его. "
В 1979 году Вашингтон был освобожден из тюрьмы после отбывания наказания и вернулся в Лос-Анджелес. По сообщениям, Вашингтон был потрясен, обнаружив, что жестокая война между «Крипс», «Кровавыми» и латиноамериканскими бандами обострилась до такой степени, что борьба с использованием огнестрельного оружия, в отличие от кулачного боя, теперь стала нормальной. В течение следующих нескольких месяцев Вашингтон разочаровался в Crips, поскольку банда совершила более жестокие и бессмысленные преступления, когда новобранцы стремились укрепить свою репутацию. [Цитата необходима] Со времени заключения Вашингтона организация полностью распалась на слабо аффилированные децентрализованные наборы, которые часто сражались друг с другом, поскольку первоначальное лидерство Crips исчезло. Туки Уильямс, последний оставшийся первоначальный лидер Crips, был де-факто лидером во время тюремного заключения Вашингтона. Уильямс был ранен во время стрельбы из машины в 1976 году, и у него развилась растущая зависимость от РСР, что привело к снижению его авторитета, пока он не был арестован по четырём пунктам обвинения в убийстве незадолго до освобождения Вашингтона. По словам представителей правоохранительных органов, бывших членов банды и близких друзей, Вашингтон решил, что Crips необходимо вернуть в одну головную организацию, чтобы прекратить конфликты, а затем действовать в направлении перемирия с Кровавыми. Дольше удерживая влияние в банде, Вашингтон начал дистанцироваться от Крипса.

## Смерть
Около 10:00 вечера 9 августа 1979 года двадцатипятилетний Вашингтон был убит в результате выстрела из автомобиля на углу E 64th Street и S San Pedro Street в южной части центрального Лос-Анджелеса и был доставлен в больницу Morningside, где он умер, когда подвергался неотложной хирургии. Во время убийства  Вашингтон стоял на тротуаре вместе с друзьями, когда недалеко от них остановился на углу улиц автомобиль с несколькими пассажирами, один из которых обратился к Вашингтону. Он подошел к автомобилю и вступил в беседу с находившимися в ее салоне людьми, после чего один из них достал дробовик и выстрелил ему в область живота. Во время расследования подозреваемые не были установлены и убийство Вашингтона осталось нераскрытым. По версии следствия неизвестные в автомобиле и сам убийца Рэймонда Вашингтона были хорошо знакомыми ему людьми, так как свидетели из числа хороших  друзей и знакомых Вашингтона в ходе расследования утверждали сотрудников полиции в том, что Вашингтон проводя много времени на улицах Лос-Анджелеса, всегда действовал с предельной осторожностью, никогда не подходил к автомобилям, водителей и пассажиров которых не знал и никогда не вел беседы с незнакомцами. 